# From This Moment On
Pour les articles homonymes, voir From This Moment On.
Albums de Diana Krall
When I Look in Your Eyes
(1998) Live in Paris
(2002)
From This Moment On est le dixième album de la pianiste et chanteuse de jazz canadienne Diana Krall paru en 2006 chez Verve.

## Réception
Matt Collar sur AllMusic apprécie la performance réalisée par Krall sur cet album mais fait remarquer également que « bien qu'ayant reçu un accueil très positif par la critique pour son nouveau départ créatif en chanteuse compositrice de morceau de jazz avec The Girl in the Other Room en 2004, ici les auditeurs trouve Krall plongée tête baissée dans le Great American Songbook, qui a longtemps été son gagne pain ».
En 2006, l'album se classe en première position du Top Jazz Albums au Billboard et s'est également placé à la 7e place du Billboard 200.

## Titres
| N°  | Titre                    | Compositeur                                             | Durée |
| --- | ------------------------ | ------------------------------------------------------- | ----- |
| 1.  | It Could Happen To You   | Johnny Burke, Jimmy Van Heusen                          | 3:29  |
| 2.  | Isn't This a Lovely Day? | Irving Berlin                                           | 6:07  |
| 3.  | How Insensitive          | Vinícius de Moraes, Norman Gimbel, Antônio Carlos Jobim | 5:20  |
| 4.  | Exactly Like You         | Dorothy Fields, Jimmy McHugh                            | 3:03  |
| 5.  | From This Moment On      | Cole Porter                                             | 3:24  |
| 6.  | I Was Doing All Right    | George Gershwin, Ira Gershwin                           | 5:11  |
| 7.  | Little Girl Blue         | Richard Rodgers, Lorenz Hart                            | 5:38  |
| 8.  | Day In, Day Out          | Rube Bloom, Johnny Mercer                               | 3:59  |
| 9.  | Willow Weep for Me       | Ann Ronell                                              | 5:38  |
| 10. | Come Dance With Me       | Sammy Cahn, Van Heusen                                  | 4:23  |
| 11. | You Can Depend On Me     | Ray Brown, Charles Carpenter, Louis Dunlap, Earl Hines  | 5:17  |

Deux autres titres supplémentaires sont également proposés en bonus : The Boulevard Of Broken Dreams (Al Dubin, Harry Warren, 5:35) et My Shining Hour (Harold Arlen, Johnny Mercer, 4:30) sur l'édition spéciale de Target Corporation.

## Enregistrement
Les titres sont enregistrés en quartet et avec la participation du Clayton/Hamilton Jazz Orchestra  aux Capitol Studios à Hollywood (Los Angeles). L'album est référencé : Verve 7323. Les titres 1-3, 5, 8-10 ont été arrangés et dirigés par John Clayton, tandis que les titres 4, 6-7, 11 et 12 ont été arrangés par Diana Krall.
| Musicien                        | Instrument                                 | Titre         |  | Équipe technique |              |
| ------------------------------- | ------------------------------------------ | ------------- |  | ---------------- | ------------ |
| Diana Krall                     | piano, chant                               | 1—11          |  | Tommy LiPuma     | Producteur   |
| Anthony Wilson                  | guitare                                    | 3-4, 6-7      |  | Doug Sax         | Mastering    |
| John Clayton                    | contrebasse, chef d'orchestre, arrangement | 4, 6-7, 11-12 |  | Al Schmitt       | Ingénieur    |
| Jeff Hamilton                   | batterie                                   | 4, 6-7, 11-12 |  | Steve Genewick   | Ingénieur    |
| Tamir Hendelman                 | piano                                      | 9             |  | Bruce Weber      | Photographie |
| Gerald Clayton                  | piano                                      | 1, 5, 8, 10   |  | Sam Taylor-Wood  | Photographie |
| Clayton-Hamilton Jazz Orchestra | orchestre                                  | 1-3, 5, 8-10  |  |                  |              |
| Ira Nepus                       | trombone solo                              | 2             |  |                  |              |
| Jeff Clayton                    | batterie                                   | 2, 9          |  |                  |              |
| Terell Stafford                 | trompette solo                             | 2, 5, 9-10    |  |                  |              |
| Gil Castellanos                 | trompette solo                             | 5             |  |                  |              |
| Rickey Woodard                  | saxophone ténor                            | 10            |  |                  |              |